# تخلق الميناء الناقص
خلل النشوء غير التام (AI) (بالإنجليزية: Amelogenesis imperfecta)‏ هو اضطراب خلقي يتمثل بتشكيل غير طبيعي نادر للمينا أو طبقة خارجية من تاج الأسنان، لا علاقة له بأي حالات جهازية أو معممة. يتكون المينا في معظمه من معدن، يتم تشكيله وتنظيمه بواسطة البروتينات الموجودة فيه. ينجم نقص النشوء الأملجي عن خلل في البروتينات في المينا (أميلوبلاستين، مينا، التيوفتلين والأميلوجينين) نتيجة لتكوين المينا غير الطبيعي عن طريق تكوين المينا.
يعاني الأشخاص المصابين بتخلق الميناء الناقص من تغير لون أسنانهم إذ أنه يتلون إما بالأصفر أو بالبني أو بالرمادي ويمكن أن يصيب أي سن من الأسنان اللبنية أو الدائمة، تعتبر الأسنان المُصابة بنقص تخلق الميناء أكثر عرضةً للتسوس غالبًا ما تكون شديدة الحساسية لتغيرات درجة الحرارة بالإضافة للتآكل السريع وتضخم اللثة حول الأسنان.

## العلاج
تعتبر الوقاية ومعالجة الأسنان المصابة بتخلق الميناء الناقص مهمة جدًا جنبًا إلى جنب مع استرجاع جمالية الأسنان نظرًا للونها الأصفر نتيجةً لفقدان طبقة الميناء وانكشاف طبقة العاج. يهدف علاج الأسنان المصابة بتخلق الميناء الناقص إلى تخفيف الآلام والحفاظ على أسنان المريض المتبقية والحافظ على إطباق المريض الصحيح.
يوجد عدة اعتبارات يجب أن تؤخذ بعين الاعتبار قبل الشروع بآلية العلاج مثل شدة نقص الميناء وتاريخ المريض الطبي وتاريخ المريض العائلي والنتائج السريرية.
يمكن أن تُستخدم التيجان الكاملة للتعويض عن تآكل المينا عند البالغين ومعالجة الحساسية التي يُعاني منها المريض مع تغير درجة الحرارة، عادةً ما تُستخدم التيجان المصنوعة من الفولاذ المقاوم للصدأ للأطفال والتي يمكن استبدالها بالتيجان المصنوعة من البورسلين بمجرد بلوغهم سن الرشد للحفاظ على البعد الإطباقي.
يمكن معالجة الأسنان من الناحة الجمالية باستخدام القشور الخزفية اعتمادًا على أسنان المريض فيما إذا كانت لبنية ودائمة بصورة مختلطة لتُستبدل فيما بعد بالقشور الخزفية الدائمة، ولكن يجب أن ينتبه المريض على ضرورة الاهتمام بنظافة فمه الشخصية ونظامه الغذائي لأنهما يلعبان دورًا في نجاح الترميمات.
تُعالج الأسنان المصابة بتخلق الميناء الناقص في أسوأ الأحوال بخلعها وزراعة الأسنان بدالها أو استخدام أطقم الأسنان إذا فُقدت الأعصاب التي تُغذي الأسنان.

## علم الأوبئة
لم يُعرف إلى اليوم العدد الدقيق لحدوث تخلق الميناء الناقص إذ تختلف التقديرات على نطاق واسع، ولم تجد الدراسات التي تُجرى على الحيوانات أي حالة مشابهة.